# Dharma (yoga)
Dharma (Sanskriet:"धर्म" in het Devanagari schrift), is een woord dat geen equivalent kent in de westerse talen. Het Sanskriet woord Dharma is afgeleid van de stam dhr wat houden betekent, plus het achtervoegsel man. De letterlijke betekenis is dus: 'dat wat de "structurele solidariteit" van een object in stand houdt zonder welke het bestaan ervan onmogelijk is' oftewel 'de wezenlijke natuur van iets'.
Het woord dharma kan bijvoorbeeld gebruikt worden in de betekenis van spiritualiteit, psycho-spiritueel verlangen, essentie (kwintessens) van het bestaan, innerlijke eigenschap, opgaan in de eigen oorspronkelijke staat of de weg van sociale rechtvaardigheid. Dharma (imán in zowel het arabisch als het perzisch) heeft dus betrekking op het pad van het menselijke welzijn in ruimste zin en moet niet verward worden met majhab (exoterische religie). Het concept komt ook voor bij de religies uit India; de hindoe religies, het boeddhisme, jaïnisme en sikhisme, al betreft het daar een enigszins aangepaste en meer religieuze interpretatie van het begrip.

## Filosofisch
Alle wezens, planten, dieren en zelfs de niet levende dingen hebben een innerlijke karakteristiek, een eigen dharma en worden daar door bepaald (gestuurd). De mens wordt geboren met een speciaal dharma ten opzichte van de dieren. Het menselijke dharma (Manava Dharma) stijgt uit boven het niveau van het volgen van de dierlijke instincten.
Elk dharma heeft weer zogenaamde upadharma's (secundaire karakteristieken), zo moet iemand ook voor eten zorgen, het huis schoonhouden etc. De secundaire dharma's maken onderdeel uit van het fundamentele menselijke dharma. Het is de kunst niet verstrikt te raken in de secundaire dharma's maar in alles steeds gericht te blijven op het hoofddharma.
De essentie van Manava dharma is gelegen in drie factoren plus een vierde, die de resultante is van de eerste drie:
1. vistára of het principe van de expansie
2. rasa of het principe van de totale overgave aan het Kosmisch Bewustzijn (Parama Purusha)
3. sevá of onbaatzuchtige dienst aan het Kosmisch Bewustzijn en Zijn schepping
4. tadsthiti ofwel het uiteindelijke opgaan in het Kosmisch Bewustzijn.

Mensen verlangen naar expansie, maar zoeken dit tevergeefs in materiële (of intellectuele) dingen. Rasa betekent verzadigd raken met het immer-gelukzalige bewustzijn, wat alleen mogelijk is door voortdurend in contact te blijven staan met het Hoogste Wezen waaruit je bent voortgekomen. Seva betekent dat je het spel van geven en nemen doorbreekt (alleen nemen maakt grover en alleen geven geeft uiteindelijk onverschilligheid ten aanzien van het eigen bestaan), door alleen te geven (en nemen), door dit te doen als instrument van het Hoogste Wezen en het door Hem gewenste werk te doen.
Samen zijn dit de drie factoren van sádhaná en het doel van sádhaná is de vierde factor, de resultante van de drie tezamen. De vier tezamen vormen mánava (menselijk) dharma of kortweg dharma.